# حسن عاشور
حسان الوحدي المدعو عاشور هو لاعب كرة قدم جزائري في مركز نصف الجناح، ولد في 14 مارس 1938 في قرية الحامة جنوب ولاية
سطيف في الجزائر، وتوفي في 17 سبتمبر 2020 في مدينة الجزائر في الجزائر. لعب مع أولمبي العناصر.